# 棚铺
棚铺，老北京的古老行业之一，意思是搭建棚子的商家，类似现代的装修公司。主要业务有：裱糊顶棚，搭建临时商用和民用木棚，搭建建筑工地脚手架。旧时北京民居主要为四合院，如遇喜事或丧事，通常在院中架起临时木棚，叫做喜棚或丧棚。富裕人家在夏季常搭建凉棚。老舍小说《骆驼祥子》中有为刘四爷搭建生日喜棚的描写。